# La Côte-de-Beaupré
La Côte-de-Beaupré – regionalna gmina hrabstwa (MRC) w regionie administracyjnym Capitale-Nationale prowincji Quebec, w Kanadzie. Stolicą jest miasto Château-Richer. Składa się z 11 gmin: 3 miast, 3 gmin, 3 parafii i 2 terytoriów niezorganizowanych.
La Côte-de-Beaupré ma 26 172 mieszkańców. Język francuski jest językiem ojczystym dla 98,5%, angielski dla 1,0% mieszkańców (2011).